# 문현초등학교 (울산)
문현초등학교(門峴初等學校)는 대한민국 울산광역시 동구 방어동에 있는 공립 초등학교이다.

## 학교 연혁
- 2005.12.30 문현초등학교 설립 인가
- 2006.03.01 문현초등학교 개교(25학급 편성-796명)
- 2006.09.01 교육인적자원부 지정 영어 연구학교 운영(2년간)
- 2007.02.15 제1회 졸업식(졸업생 31명)
- 2007.07.12 대만적수국민소학교와 자매결연
- 2010.03.01 울산광역시교육청지정 사이버가정학습 연구학교 운영(2년간)
- 2011.02.17 제 5회 졸업식(졸업생 130명, 총 졸업생 592명)
- 2011.03.01 29학급 편성
- 2012.02.16 제6회 졸업식(졸업생 154명, 총 졸업생 746명)
- 2012.03.02 28학급 편성(특수학급 1학급)
- 2012.03.02 교육과학기술부 선정 영어교육모델 창의경영학교 운영(3년간)
- 2013.02.21 제7회 졸업식(졸업생 137명, 총 졸업생 883명)
- 2013.03.01 27학급 편성(특수학급 1학급)
- 2014.02.21 제8회 졸업식(졸업생 117명, 총 졸업생 1000명)
- 2014.03.01 29학급 편성(특수학급 2학급)
- 2014.03.01 제 4대 배진현 교장 취임
- 2014.03.01 교육부선정 디지털교과서 연구학교 지정(2년간)
- 2016.03.01 중소기업청 청소년 비즈쿨 학교 지정(2년간)
- 2017.01.10 디지털교과서 종단연구 교육부 기관표창
- 2017.03.16 울산광역시교육청 선플활동 유공기관 표창
- 2018.12.18 인성교육 유공기관 표창
- 2018.12.18 교육과정 페스티발 우수학교 표창
- 2020.02.24 제14회 졸업식(졸업생 109명, 총 졸업생 1587명)
- 2021.02.24 제15회 졸업식(졸업생 105명, 총 졸업생 1692명)
- 2021.03.01 26학급 편성(특수학급 2학급)
- 2022.01.27 제16회 졸업식(졸업생 108명, 총 졸업생 1800명)
- 2022.03.01 통일부 지정 통일교육시범학교 운영(2년간)
- 2023.01.12 제17회 졸업식(졸업생 115명, 총 졸업생 1915명)
- 2023.03.01 27학급 편성(특수학급 2학급)
- 2023.09.01 제8대 김선옥 교장 부임
- 2024.01.17 제18회 졸업식(졸업생 100명, 총 졸업생 2015명)

## 참고 자료
- 문현초등학교 - 한국교육학술정보원 학교알리미